# 圣伯多禄用影子治愈病人
圣伯多禄用影子治愈病人（義大利語：San Pietro risana gli infermi con la sua ombra）是马萨乔的一幅 湿壁画，位于佛罗伦萨圣母圣衣圣殿的布兰卡契小堂左侧墙壁下部右侧，绘制于1425-1427年，尺寸为230 x 162 厘米。画中描绘《宗徒大事录》5章15节中圣伯多禄用影子治愈病人的场景。 

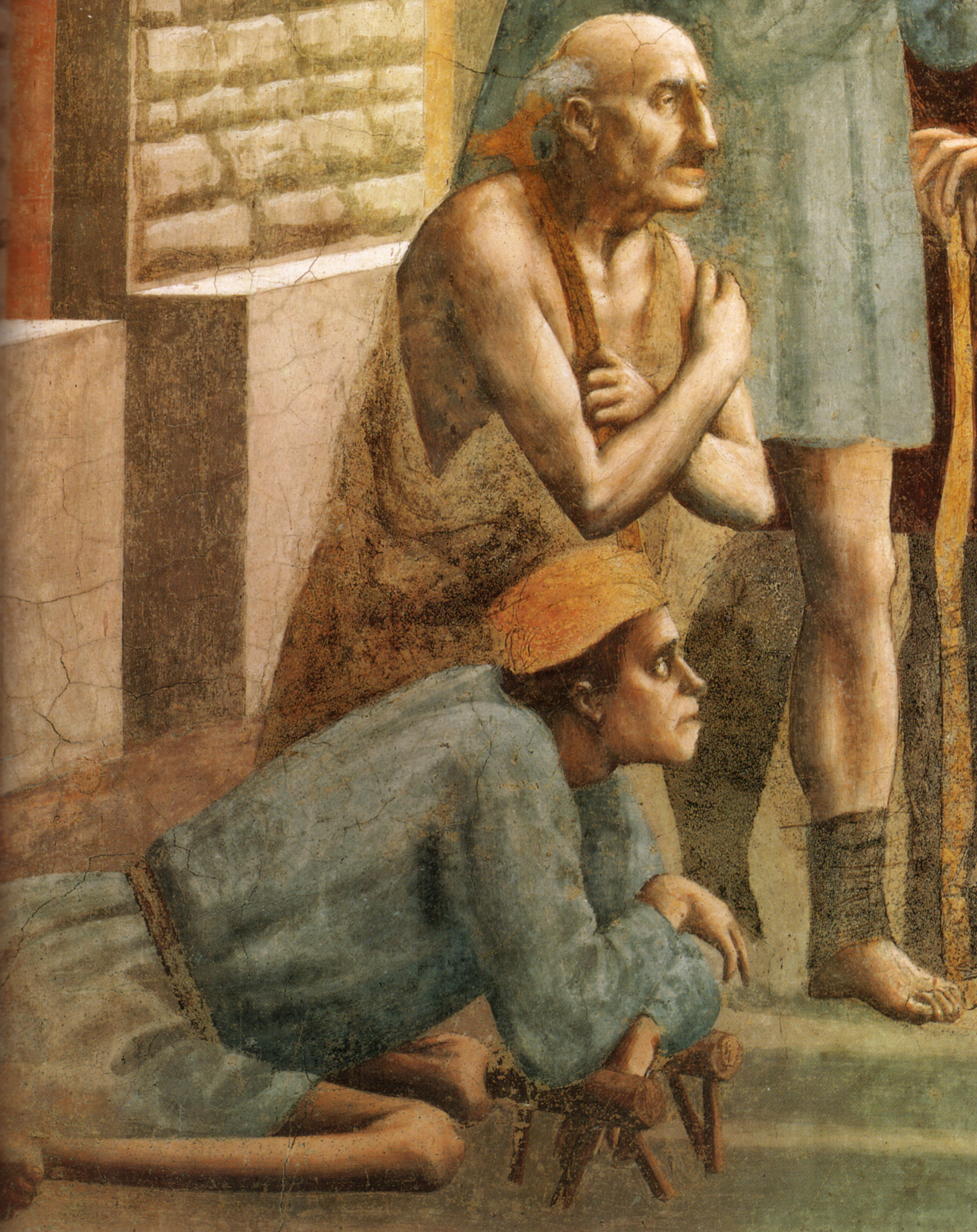
细部